# Claudia Rouaux
Claudia Rouaux, nascida em 13 de outubro de 1963 em Sainte-Gemmes-d'Andigné (Maine-et-Loire), é uma política francesa. Desde fevereiro de 2020, ela é deputada do terceiro circulo eleitoral de Ille-et-Vilaine na Assembleia Nacional da França como membro do Partido Socialista. Ela sucedeu a François André após a morte deste.

## Carreira política
Foi eleita vereadora municipal de Montfort-sur-Meu em 2001, como a primeira assistente de Victor Préauchat, depois reeleita em 2008. Ela foi a candidata substituta de Marcel Rogemont como um (posteriormente dissidente) candidato socialista para o terceiro circulo eleitoral de Ille-et-Vilaine nas eleições de 2007. Ela foi uma candidata pelos socialistas nas eleições cantonais de 2008 no cantão de Montfort-sur-Meu; com 46% dos votos, foi derrotada no segundo turno por Christophe Martins.
Foi candidata substituta de François André para o 3º círculo eleitoral de Ille-et-Vilaine nas eleições de 2017. Ela sucedeu a André após a morte deste.